# لارکهال
لارکهال (به انگلیسی: Larkhall) یک شهرک در اسکاتلند است که در لانارکشر جنوبی واقع شده‌است. لارکهال ۱۴٬۹۵۱ نفر جمعیت دارد.

## خواهرخوانده
شهر Seclin خواهرخواندهٔ لارکهال هست.